# Білокриниця (гміна, Тернопільське воєводство)
Гміна Білокриниця — сільська гміна у Підгаєцькому повіті Тернопільського воєводства Другої Речі Посполитої. Адміністративним центром гміни було село Білокриниця.
Гміна утворена 1 серпня 1934 року в рамках нового закону про самоврядування (23 березня 1933 року).
Площа гміни — 26,36 км²
Кількість житлових будинків — 578
Кількість мешканців — 2809
Гміну створено на основі давніших сільських гмін Білокриниця та Михайлівка.